# یادبود هوبرت جرزی واگنر
یادبود هوبرت جرزی واگنر (به انگلیسی: Memorial of Hubert Jerzy Wagner) معروف به جام واگنر یک تورنمنت والیبال با شرکت تیم‌های ملی است که توسط بنیاد هوبرت واگنر در لهستان برگزار می‌شود، تیم‌های ملی توسط این بنیاد دعوت می‌شوند.

## تاریخچه
این تورنمنت توسط بنیاد هوبرت واگنر بنیانگذاری و اولین دوره آن در سال ۲۰۰۳ در الشتین برگزار شد. لهستان با پنج قهرمانی برترین تیم این رقابت‌ها به‌شمار می‌رود.

## مدال‌ها
| رتبه  | ایران     | طلا | نقره | برنز | مجموع |
| ۱     | لهستان    | ۵   | ۵    | ۲    | ۱۲    |
| ۲     | روسیه     | ۲   | ۲    | ۰    | ۴     |
| ۳     | هلند      | ۲   | ۱    | ۲    | ۵     |
| ۴     | ایتالیا   | ۱   | ۱    | ۰    | ۲     |
| ۴     | آلمان     | ۱   | ۱    | ۰    | ۲     |
| ۶     | برزیل     | ۱   | ۰    | ۰    | ۱     |
| ۷     | بلغارستان | ۰   | ۱    | ۱    | ۲     |
| ۸     | استونی    | ۰   | ۱    | ۰    | ۱     |
| ۸     | کوبا      | ۰   | ۱    | ۰    | ۱     |
| ۱۰    | آرژانتین  | ۰   | ۱    | ۱    | ۱     |
| ۱۰    | چین       | ۰   | ۰    | ۱    | ۱     |
| ۱۰    | مونته‌نگرو | ۰   | ۰    | ۱    | ۱     |
| ۱۰    | چک        | ۰   | ۰    | ۱    | ۱     |
| ۱۰    | اسپانیا   | ۰   | ۰    | ۱    | ۱     |
| ۱۰    | پرتغال    | ۰   | ۰    | ۱    | ۱     |
| ۱۰    | صربستان   | ۰   | ۰    | ۱    | ۱     |
| ۱۰    | ایران     | ۰   | ۰    | ۱    | ۱     |
| مجموع | مجموع     | ۱۱  | ۱۱   | ۱۱   | ۳۳    |

## مجموع تیم‌ها
| آفریقا (CAVB)      | آسیا و اقیانوسیه (AVC)             | اروپا (CEV) | آمریکای شمالی، آمریکای مرکزی و کارائیب (نورسکا) | آمریکای جنوبی (سی‌اس وی)  |
| مصر (۱) · تونس (۱) | چین (۳) · استرالیا (۱) · ایران (۱) | لهستان (۱۲) · هلند (۵) · آلمان (۴) · روسیه (۴) · ایتالیا (۳) · چک (۲) · اسپانیا (۲) · نروژ (۲) · صربستان (۲) · بلغارستان (۱) · مونته‌نگرو (۱) · استونی (۱) · پرتغال (۱) · اسلواکی (۱) · مجارستان (۱) · بریتانیای کبیر (۱) | کوبا (۱) · کانادا (۱)                           | برزیل (۱) · آرژانتین (۱) |

## نتایج کامل جام واگنر سال ۲۰۲۲ ماه اوت (مردادماه)
- این مسابقات از ۱۸ اوت شروع شد و ۲۰ اوت به پایان رسید
- میزبان لهستان

قهرمان (طلا) لهستان
نایب قهرمان (نقره) آرژانتین
سوم (برنزه) ایران
چهارم صربستان
برترین‌های تورنمنت جام واگنر
- ارزشمندترین بازیکن: کوچانوسفکی از لهستان
- بهترین پاسور: مارتین یانوش از لهستان
- بهترین لیبرو: پکوویچ از صربستان
- بهترین دریافت کننده: سمینیوک از لهستان
- بهترین زننده سرویس: صابرکاظمی از ایران
- بهترین مدافع: کوچانوسفکی از لهستان
- بهترین اسپکر: پالاسیسوس از آرژانتین